# Telegraph Hill (San Francisco)

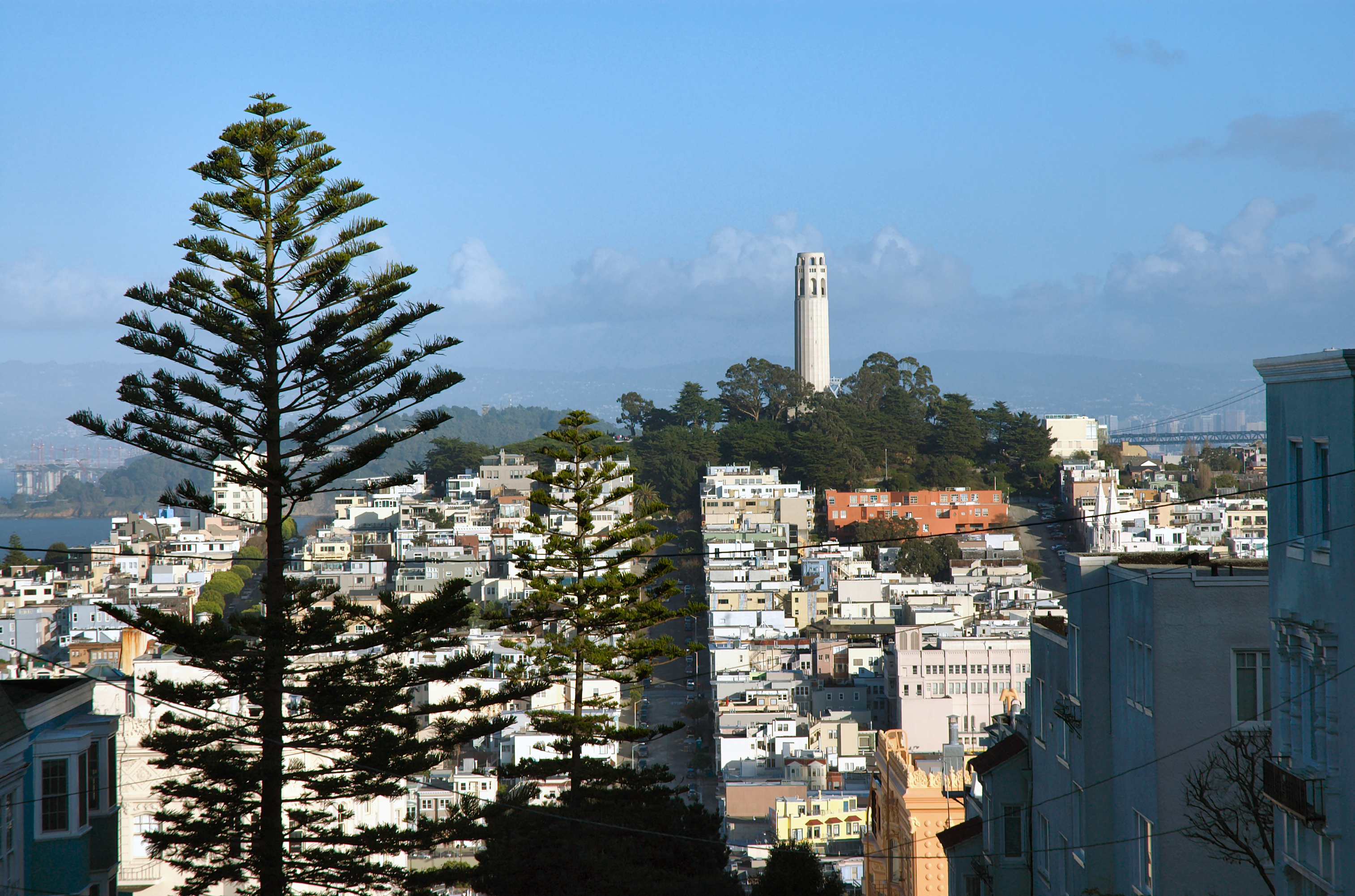
La Coit Tower y el barrio de Telegraph Hill, en una imagen tomada desde Russian Hill.

Telegraph Hill es un barrio de San Francisco, California. Situada a 83 metros de altura sobre el nivel del mar, es una de las 44 colinas de San Francisco, y una de las originales "Siete Colinas". En 2008, el barrio contaba con 8.177 residentes.

## Localización
El San Francisco Chronicle sitúa las zonas de Chinatown, North Beach y Telegraph Hill, bordeadas por Sacramento Street, Taylor Street, Bay Street y por el Océano Pacífico.
El barrio limita con Vallejo Street al sur, Sansome Street al este, Francisco Street al norte y Powell Street y Columbus Avenue al oeste, donde en la esquina suroeste de Telegraph Hill coincide con el barrio de North Beach.

## Atracciones

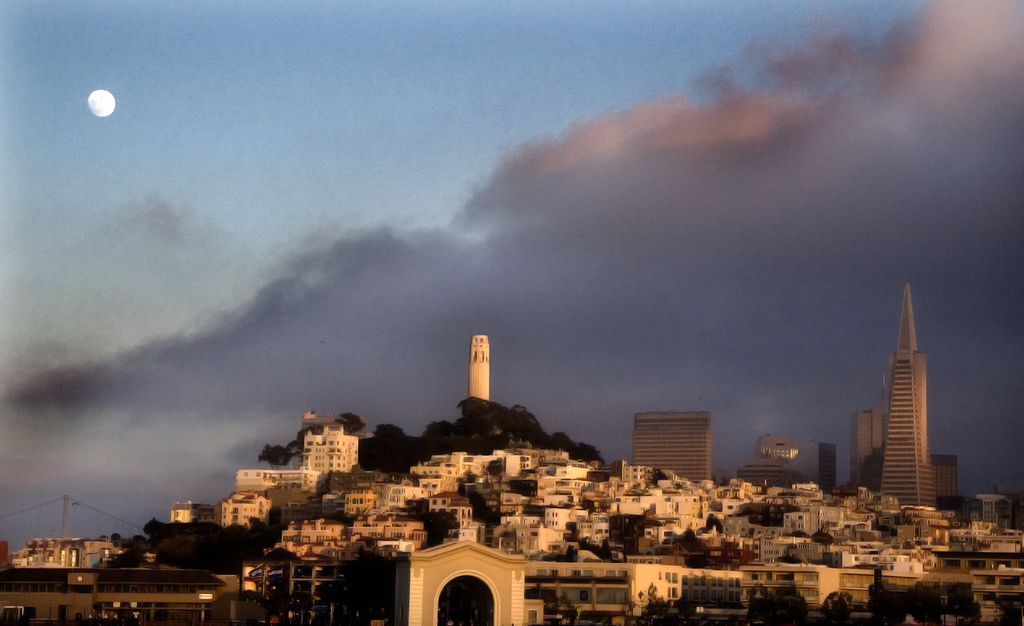
Vista aérea de Telegraph Hill

Telegraph Hill es, ante todo, una zona residencial, mucho más tranquila que el vecino barrio de North Beach con sus bulliciosos cafés y agitada vida nocturna. Además de por la Coit Tower, el barrio es conocido por sus jardines en Filbert Street hacia Levi Plaza.
El barrio es famoso, también por albergar un importante grupo de loros (más concretamente la especie Aratinga erythrogenys o loro de cabeza roja). La bandada ha sido popularizada por un libro y un documental en 2003, titulados ambos The Wild Parrots of Telegraph Hill ("Los loros salvajes de Telegraph Hill"). Estas aves, famosas por sus rojas cabezas, son nativas de Perú y Ecuador y se establecieron formando una colonia con el apoyo de algunos vecinos, como se aprecia en el documental, y a través de ayuda de voluntarios con Mickaboo Companion Bird Rescue. Los loros se extienden, además, por los barrios de El Embarcadero y el Presidio.
Sin embargo, una polémica orden decretó el 5 de junio de 2007 la prohibición de alimentar a los animales en espacios públicos. Esta restricción fue abanderada por Mark Bittner, un defensor de estos pájaros que los alimentó durante años y que escribió el libro anteriormente mencionado. Otros muchos conservacionistas locales se sumaron a esta iniciativa, pero pese a ello, muchos vecinos continúan alimentando a estos característicos loros.